# Augusto Chendi
Augusto Chendi MI (ur. 20 listopada 1958 w Schivenoglia) – włoski duchowny katolicki, podsekretarz Papieskiej Rady ds. Duszpasterstwa Służby Zdrowia.

## Życiorys
W 1984 otrzymał święcenia kapłańskie w zakonie kamilianów. 
14 lipca 2011 został mianowany przez Benedykta XVI podsekretarzem Papieskiej Rady ds. Duszpasterstwa Służby Zdrowia.